# Aleksander Tammert
Aleksander Tammert (* 2. Februar 1973 in Tartu) ist ein estnischer Leichtathlet.
Nach dem Scheitern in der Qualifikation im Diskuswurf bei den Olympischen Spielen 1996 in Atlanta und einem neunten Platz bei den Spielen 2000 in Sydney belegte Tammert bei den Spielen 2004 in Athen mit 66,66 Meter den vierten Platz. Nachdem der Erstplatzierte Róbert Fazekas aus Ungarn nachträglich wegen Verstoßes gegen die Doping-Kontrollregeln disqualifiziert worden war, erhielt Tammert die Bronzemedaille.
Bei Weltmeisterschaften erreichte Tammert fünfmal das Finale. 1997 in Athen war er Zwölfter, 1999 in Sevilla Zehnter, 2003 in Paris/Saint-Denis Siebter, 2005 in Helsinki Vierter, und 2007 in Ōsaka war er Achter.
Nachdem Tammert bei den Europameisterschaften 2002 in München den fünften Platz belegt hatte, gewann er 2006 in Göteborg Bronze. Mit dem Sieger Virgilijus Alekna aus Litauen und seinem estnischen Landsmann Gerd Kanter als Zweitem standen drei Balten auf dem Siegerpodest.
Seine Bestleistung im Diskuswurf stammt aus dem April 2006 und bedeutete mit 70,82 Meter kurzfristig auch estnischen Landesrekord. Diesen holte sich Gerd Kanter im September 2006 mit einem Wurf von 73,38 Meter zurück. Im Kugelstoßen liegt Tammerts Bestleistung bei 18,05 Meter aus dem Jahr 1999.
Tammert ist 1,96 m groß und hat ein Wettkampfgewicht von 126 kg. Sein Vater Aleksander (* 28. April 1947; † 27. Oktober 2006) war ebenfalls Leichtathlet: 1966 gewann er die Junioren-Europameisterschaften im Kugelstoßen und wurde fünfmal estnischer Meister in dieser Disziplin (1968, 1970, 1971, 1973, 1974).